# Постачання захисного та гуманітарного обладнання в Україну під час російського вторгнення

Країни, що надали допомогу Україні, включно з гуманітарною

У таблицях позначена техніка згідно інформації яка є у відкритих джерелах під час російського вторгнення в Україну.
Станом на червень 2024 року, в Україну відбулося або триває постачання такої кількості захисного та гуманітарного обладнання (мінімальна оцінка):

## Постачання

### Інфраструктура
З початком обстрілів об'єктів енергетики Україна почала отримувати допомогу від інших країн, впродовж зими 2022-2023 року а також починаючи з весни 2024 року. Станом на 1 березня 2023 року, за 4,5 місяці, за даними Генеральної прокуратури, 255 ракет та дронів влучили по енергетичній інфраструктурі. З них 214 – по об’єктах високовольтної мережі НЕК «Укренерго».
Станом на 31 січня 2024 року Україна отримала від 29 країн-членів ЄС понад 8000 генераторів та понад 2300 інших запчастин для функціонування енергосистеми.
20 лютого 2025 року стало відомо що уряд Латвії витратить 22 мільйони євро з Європейського фонду регіонального розвитку (ЄФРР) на створення та облаштування укриттів у країні.
| походження і назва | походження і назва                           | тип                                          | к-ть   | подробиці |
| --- | -------------------------------------------- | -------------------------------------------- | ------ | --- |
| Чехія | понтонний міст                               | понтонний міст                               | 2      | 10.06.22 стало відомо про передачу |
| Франція | мостова система                              | мостова система                              | 3      | 02.12.22 стало відомо про те що Франція передала три мости для відновлення транспортного сполучення                                                    |
| Японія | генератор                                    | генератор                                    | 242    | 08.12.22 стало відомо що Японія передає Україні партію генераторів                                                                                     |
| Франція | генератор                                    | генератор                                    | 100    | 08.12.22 стало відомо що Франція передає Україні партію генераторів                                                                                    |
| 09.12.22 стало відомо що Норвегія виділила 1 млрд крон на відновлення енергосистеми України |                                              |                                              |        | |
| Азербайджан | силовий трансформатор                        | силовий трансформатор                        | 45     | 10.12.22 стало відомо про постачання |
| Азербайджан | генератор                                    | генератор                                    | 50     | 10.12.22 стало відомо про постачання |
| Бельгія | генератор                                    |                                              | —      | 10.12.22 стало відомо про постачання |
| Норвегія | генератор                                    |                                              | —      | 10.12.22 стало відомо про постачання |
| Іспанія | трансформатор                                | трансформатор                                | 135    | про постачання стало відомо 13.12.22 |
| Іспанія | генератор                                    | генератор                                    | 14     | про постачання стало відомо 13.12.22 |
| Норвегія | мостова система                              | мостова система                              | 10     | 14.12.22 стало відомо про постачання |
| Хорватія | трансформатор                                | трансформатор                                | 232    | 14.12.22 стало відомо про постачання |
| Хорватія | генератор                                    | генератор                                    | 50/111 | 14.12.22 стало відомо про постачання |
| 5.12.22 стало відомо що ЄС надає 50 млн євро на ремонт критичної інфраструктури в рамках заходів Nefco з екологічного відновлення в Україні                                                                         |                                              |                                              |        | |
| 16.12.22 стало відомо що Німеччина виділяє 100 млн євро на ремонт української енергетичної інфраструктури і ще 40 млн євро на модернізацію                                                                          |                                              |                                              |        | |
| 17.12.22 стало відомо що Німеччина допоможе відновити вісім високовольтних підстанцій на півдні та заході України                                                                                                   |                                              |                                              |        | |
| Ізраїль | генератор                                    | генератор                                    | 17     | 20.12.22 стало відомо про постачання |
| Угорщина | генератор                                    | генератор                                    | 13     | 20.12.22 стало відомо про постачання волонтерами з Угорщини                                                                                            |
| Грузія | генератор                                    | генератор                                    | 25     | 21.12.22 стало відомо про постачання |
| Данія | генератор                                    | генератор                                    | 9      | 22.12.22 стало відомо про постачання |
| 22.12.22 стало відомо що Канада виділить Україні 115 млн доларів для відновлення пошкодженої російськими обстрілами енергомережі Києва                                                                              |                                              |                                              |        | |
| Німеччина | генератор                                    | генератор                                    | 63     | 23.12.22 стало відомо що Deutsche Bahn відправила до України 63 генератори                                                                             |
| Казахстан | генератор                                    | генератор                                    | 43     | 23.12.22 стало відомо про постачання |
| Європейський Союз | генератор                                    | генератор                                    | 900    | 23.12.22 стало відомо про постачання |
| ОАЕ | побутовий генератор                          | побутовий генератор                          | 2 500  | 25.12.22 стало відомо про постачання |
| 30.12.22 у повідомленні міністерства інфраструктури стало відомо що протягом грудня уряди іноземних держав та неурядові організації передали Україні близько 5 000 генераторів для забезпечення гуманітарних потреб |                                              |                                              |        | |
| Тайвань | генератор високої потужності                 | генератор високої потужності                 | 2/20   | 02.01.23 стало відомо про постачання |
| Канада | SBL батарея                                  | SBL батарея                                  | 172    | 03.01.23 стало відомо про постачання |
| 04.01.23 стало відомо що Україна домовилася про постачання майже 1 800 трансформаторів та понад 7 000 генераторів потужністю до 100 кВт                                                                             |                                              |                                              |        | |
| Азербайджан | генератор                                    | генератор                                    | 45     | 12.01.23 стало відомо про постачання |
| 13.01.23 стало відомо що Японія виділила Україні 95 млн доларів допомоги на відновлення критично важливої інфраструктури                                                                                            |                                              |                                              |        | |
| 26.01.23 стало відомо що Туреччина підписала меморандум про передачу Україні плавучих електростанцій, які можна розмістити в румунських портах                                                                      |                                              |                                              |        | |
| станом на 07.02.23 Польща направляла до України вже третій пакет обладнання, необхідного для відновлення енергетичного сектору                                                                                      |                                              |                                              |        | |
| 11.02.23 Україна отримала від Німеччини 334 тонни обладнання для відновлення енергетичної інфраструктури |                                              |                                              |        | |
| 20.02.23 стало відомо що США виділять Україні 10 млн доларів на підтримку енергетичної інфраструктури |                                              |                                              |        | |
| 24.02.23 Канада виділила Україні близько 24 млн доларів на підвищення безпеки країни |                                              |                                              |        | |
| 28.02.23 стало відомо що Німеччина передала українським рятувальникам БПЛА, які допомагатимуть під час ліквідацій наслідків надзвичайних ситуацій                                                                   |                                              |                                              |        | |
| 01.03.23 стало відомо що Україна отримала партію тимчасових мостів від Швеції |                                              |                                              |        | |
| Нідерланди | Baileybruggen                                | міст                                         | 15     | у загальному переліку військової допомоги від Нідерландів опублікованому 14.04.23                                                                      |
| Нідерланди | M3                                           | понтонна система                             | 6      | у загальному переліку військової допомоги від Нідерландів опублікованому 14.04.23                                                                      |
| 04.05.23 стало відомо що Норвегія надала Україні 378 млн євро на гуманітарну підтримку та відновлення |                                              |                                              |        | |
| Велика Британія | мостова система                              | мостова система                              | 10     | 08.05.23 стало відомо про встановлення першого такого мосту                                                                                            |
| США | модульний міст                               | модульний міст                               | 9      | 27.06.23 стало відомо про постачання від CDF та фонду Говарда Баффета                                                                                  |
| США | генератор                                    | генератор                                    | 350+   | у загальному переліку військової допомоги від США опублікованому 27.06.23                                                                              |
| США | Armored Vehicle Launched Bridges             | мостоукладальник                             | 18     | у загальному переліку військової допомоги від США опублікованому 27.06.23                                                                              |
| Німеччина | мостова система                              | мостова система                              | 18/20  | у загальному переліку постачання опублікованому 20.07.23                                                                                               |
| Німеччина | причіп до мостової системи                   | причіп до мостової системи                   | 12     | у загальному переліку постачання опублікованому 20.07.23                                                                                               |
| Німеччина | BIBER Brückenlegepanzer 1                    | мостоукладальник                             | 10/26  | у загальному переліку постачання опублікованому 20.07.23                                                                                               |
| Німеччина | додатковий міст до BIBER Brückenlegepanzer 1 | додатковий міст до BIBER Brückenlegepanzer 1 | 5      | у загальному переліку постачання опублікованому 20.07.23                                                                                               |
| Німеччина | генератор                                    | генератор                                    | 295    | у загальному переліку постачання опублікованому 20.07.23                                                                                               |
| Німеччина | щогли стільникового зв'язку                  | щогли стільникового зв'язку                  | 42/50  | у загальному переліку постачання опублікованому 20.07.23                                                                                               |
| Німеччина | пально-мастильні матеріали                   | пально-мастильні матеріали                   | —      | у загальному переліку постачання опублікованому 20.07.23                                                                                               |
| Молдова | обладнання для відновлення електропостачання | обладнання для відновлення електропостачання | —      | 09.09.23 стало відомо про постачання |
| Європейський Союз | генератор                                    | генератор                                    | 0/157  | 09.04.24 було повідомлено що ЄС передасть Україні 157 електрогенераторів через російські атаки на енергосистему                                        |
| Латвія | ТС-250000/330                                | трансформатор                                | —      | 29.04.24 Латвійська компанія «Latvenergo» з метою відновлення енергосистеми України передала українській стороні енергетичне обладнання із Ризької ГЕС |
| Латвія | GR110                                        | компресор стиснутого повітря                 | —      | 29.04.24 Латвійська компанія «Latvenergo» з метою відновлення енергосистеми України передала українській стороні енергетичне обладнання із Ризької ГЕС |
| Латвія | енергетичне обладнання                       | енергетичне обладнання                       | —      | 29.04.24 Латвійська компанія «Latvenergo» з метою відновлення енергосистеми України передала українській стороні енергетичне обладнання із Ризької ГЕС |
| Японія | мостова система                              | мостова система                              | —      | 28.03.25 Японія передала Україні чергову партію тимчасових мостів                                                                                      |
| техніка здобута у ході бойових дій |                                              |                                              |        | |
| ТММ-3 | ТММ-3                                        | важкий механізований міст                    | 12     | задокументовано 12 неушкоджених трофеїв станом на 09.12.22                                                                                             |
| ПП-2005 | ПП-2005                                      | понтонний міст                               | 4      | задокументовано 4 неушкоджених трофеї станом на 09.12.22                                                                                               |
| ПМП | ПМП                                          | понтонно-мостовий парк                       | 2      | задокументовано 2 неушкоджених трофея станом на 09.12.22                                                                                               |
| БАТ-2 | БАТ-2                                        | шляхопрокладач                               | 4      | задокументовано 4 неушкоджені трофеї станом на 09.12.22                                                                                                |
| ПТС-2 | ПТС-2                                        | плаваючий транспортер                        | 2      | задокументовано 2 неушкоджений трофей станом на 09.12.22                                                                                               |
| МДК-3 | МДК-3                                        | машина для копання                           | 1      | задокументовано 1 неушкоджений трофей станом на 09.12.22                                                                                               |
| МТУ-72 | МТУ-72                                       | мостоукладальник                             | 1      | задокументовано 1 неушкоджений трофей станом на 09.12.22                                                                                               |

### Звʼязок та медицина
6 березня 2025 року Франція підтвердила передавання супутникових та інших розвідувальних даних Україні. Також 6 березня стало відомо що Велика Британія надаватиме Україні розвіддані після того, як США припинили передавати такі дані. 10 квітня 2025 року українська компанія STETMAN підписала угоду з компанією Requtech (Швеція) про ліцензійне серійне виробництво передових супутникових терміналів, які працюють як альтернатива Starlink. 22 квітня стало відомо що Японія надаватиме українській розвідці дані з орбіти.
| походження і назва | походження і назва                         | тип                                        | к-ть    | подробиці |
| ------------------ | ------------------------------------------ | ------------------------------------------ | ------- | --- |
| США                | Starlink terminal                          | термінал роздачі інтернету                 | 10 000  | cтаном на 27.04.22 було понад 10 000 терміналів                                                              |
| Україна            | ICEYE                                      | супутник                                   | 1       | 18.08.22 стало відомо про придбання волонтерами супутника та сервісів ICEYE                                  |
| Польща             | Starlink terminal                          | термінал роздачі інтернету                 | 5 000   | 22.08.22 стало відомо про передачу Польщею 5 000 терміналів Starlink                                         |
| Естонія            | Role II plus                               | польовий шпиталь                           | 3       | 13.09.22 стало відомо про постачання                                                                         |
| Нідерланди         | польовий шпиталь                           | польовий шпиталь                           | 3       | про передачу стало відомо 04.11.22                                                                           |
| Польща             | Starlink terminal                          | термінал роздачі інтернету                 | 1 570   | 10.11.22 стало відомо про постачання                                                                         |
| Німеччина          | Starlink terminal                          | термінал роздачі інтернету                 | 10 000  | 11.01.23 стало відомо про постачання                                                                         |
| Україна            | Кропива                                    | бойова система управління тактичної ланки  | 0/100   | 05.02.23 стало відомо що волонтери планують придбати 100 штабних комплексів «Кропива»                        |
| Європейський Союз  | сонячна панель                             | сонячна панель                             | 5 700   | 03.03.23 стало відомо про надання Україні першої партії сонячних панелей                                     |
| США                | антени супутникового зв'язку               | антени супутникового зв'язку               | 4       | у загальному переліку військової допомоги від США опублікованому 03.03.23                                    |
| США                | супутникова зйомка                         | супутникова зйомка                         | —       | у загальному переліку військової допомоги від США опублікованому 03.03.23                                    |
| США                | захищена система зв'язку                   | захищена система зв'язку                   | —       | у загальному переліку військової допомоги від США опублікованому 03.03.23                                    |
| Ісландія           | Role II plus                               | польовий шпиталь                           | 1       | 15.05.23 стало відомо про постачання                                                                         |
| Естонія            | Role II plus                               | польовий шпиталь                           | 1       | 15.05.23 стало відомо про постачання                                                                         |
| Іспанія            | Role II plus                               | польовий шпиталь                           | 1       | 15.06.23 стало відомо про постачання                                                                         |
| Нідерланди         | польовий шпиталь                           | польовий шпиталь                           | 2/4     | 07.07.23 стало відомо про постачання                                                                         |
| США                | Starlink terminal                          | термінал роздачі інтернету                 | 400+    | 30.07.23 стало відомо про закупівлю урядом США терміналів Starlink для України                               |
| Німеччина          | Satcube terminal                           | термінал роздачі інтернету                 | 100     | 08.08.23 стало відомо що Україна отримає термінали Satcube для супутникового зв’язку                         |
| Нідерланди         | мобільний медичний комплекс                | мобільний медичний комплекс                | 6       | 12.08.23 стало відомо що Нідерланди передали прикордонникам 6 мобільних комплексів медичної підтримки        |
| Німеччина          | лікарняне ліжко                            | лікарняне ліжко                            | 1200    | у загальному переліку військової допомоги від Німеччини опублікованому 13.09.23                              |
| Німеччина          | медичний бинт                              | медичний бинт                              | 500     | у загальному переліку військової допомоги від Німеччини опублікованому 13.09.23                              |
| Німеччина          | мобільна система обігріву                  | мобільна система обігріву                  | 168/185 | у загальному переліку військової допомоги від Німеччини опублікованому 13.09.23                              |
| Німеччина          | медичний холодильник                       | медичний холодильник                       | 67      | у загальному переліку військової допомоги від Німеччини опублікованому 13.09.23                              |
| Німеччина          | комплект хірургічного освітлення           | комплект хірургічного освітлення           | 60      | у загальному переліку військової допомоги від Німеччини опублікованому 13.09.23                              |
| Німеччина          | польовий намет                             | польовий намет                             | 2       | у загальному переліку військової допомоги від Німеччини опублікованому 13.09.23                              |
| Німеччина          | Role II plus                               | польовий шпиталь                           | 4       | у загальному переліку військової допомоги від Німеччини опублікованому 13.09.23                              |
| Німеччина          | різні медичні засоби                       | різні медичні засоби                       | —       | у загальному переліку військової допомоги від Німеччини опублікованому 13.09.23                              |
| Німеччина          | медичний спецодяг                          | медичний спецодяг                          | —       | у загальному переліку військової допомоги від Німеччини опублікованому 13.09.23                              |
| Німеччина          | медичні речовини                           | медичні речовини                           | —       | у загальному переліку військової допомоги від Німеччини опублікованому 13.09.23                              |
| Німеччина          | система супутникового спостереження Satcom | система супутникового спостереження Satcom | —       | у загальному переліку військової допомоги від Німеччини опублікованому 13.09.23                              |
| Нідерланди         | польовий шпиталь                           | польовий шпиталь                           | 3       | 01.12.23 стало відомо що Нідерланди передали прикордонникам три польові шпиталі                              |
| Нідерланди         | польовий шпиталь                           | польовий шпиталь                           | 1       | 20.01.24 стало відомо що компанія Hospitainer передала прикордонникам мобільний польовий шпиталь             |
| Вірменія           | медичні речовини                           | медичні речовини                           | —       | 09.02.24 стало відомо що Вірменія передала Україні 10 тонн медикаментів для військового госпіталю            |
| Україна            | STABNET                                    | мобільний стабілізаційний пункт            | —       | 19.02.24 в Україні презентували мобільний стабілізаційний пункт, у якому мають рятувати поранених військових |

### Засоби Розмінування
5 червня 2023 року заступник голови Комітету з питань економічного розвитку України повідомив що в Україні виготовлятимуть машини розмінування Hydrema 910.
8 січня 2024 року стало відомо що Болгарія, Румунія і Туреччина, які раніше повідомили про участь у тристоронній угоді про спільне знешкодження мін, хочуть залучити інші країни до розмінування Чорного моря. 10 серпня стало відомо що в Україні локалізували виробництво машин розмінування Bozena-5 та PT-300, від словацького підприємства Way Industries та італійського FAE.
8 січня 2025 року було оголошено що Норвегія профінансувала створення в Україні центру підготовки собак-міношукачів.

#### Постачання
| походження і назва | походження і назва                             | тип                                            | к-ть  | подробиці |
| --- | ---------------------------------------------- | ---------------------------------------------- | ----- | --- |
| Словаччина | Bozena-5                                       | машина для розмінування                        | 2     | 17.02.22 стало відомо про постачання з Словаччини                                                                                                  |
| Німеччина | Mine Wolf                                      | роботизована машина розмінування               | —     | 21.08.22 стало відомо про захоплену ворогом одну таку машину                                                                                       |
| Велика Британія | Remus-100                                      | підводний дрон розмінування берегової лінії    | 6     | 27.08.22 стало відомо про передачу |
| Україна | Armtac 400                                     | машина для розмінування                        | 1     | 27.10.22 стало відомо про постачання |
| 01.12.22 стало відомо що ЄС додатково виділить 1 млн євро на розмінування території України                                                                                            |                                                |                                                |       | |
| 06.12.22 стало відомо що уряд Канади виділить понад 11 млн доларів на розмінування |                                                |                                                |       | |
| 09.12.22 стало відомо що держдеп США виділив Україні 92 млн доларів на розмінування та роботу 100 розмінувальних команд в Україні                                                      |                                                |                                                |       | |
| 22.12.22 стало відомо що Хорватія планує надати Україні 3 млн євро на розмінування |                                                |                                                |       | |
| Велика Британія | Vallon                                         | металодетектор                                 | 1 000 | 30.12.22 стало відомо що Велика Британія передала Україні понад 1000 металодетекторів Vallon                                                       |
| 03.02.23 стало відомо що ЄС схвалив виділення додаткових 25 млн євро на розмінування в Україні                                                                                         |                                                |                                                |       | |
| Україна | ПК-8                                           | саперна система                                | —     | 23.02.23 стало відомо про постачання у тероборону                                                                                                  |
| 23.02.23 стало відомо що протягом 5 місяців 98 польських піротехніків працювали над розмінуванням деокупованої території, місія була засекречена через ймовірну небезпеку для фахівців |                                                |                                                |       | |
| США | обладнання для розміновування                  | обладнання для розміновування                  | —     | у загальному переліку військової допомоги від США опублікованому 03.03.23                                                                          |
| США | M58 MICLIC                                     | обладнання для розміновування                  | —     | у загальному переліку військової допомоги від США опублікованому 03.03.23                                                                          |
| США | обладнання для встановлення перешкод           | обладнання для встановлення перешкод           | —     | у загальному переліку військової допомоги від США опублікованому 03.03.23                                                                          |
| США | підривне обладнання проти перешкод             | підривне обладнання проти перешкод             | —     | у загальному переліку військової допомоги від США опублікованому 03.03.23                                                                          |
| США | засоби захисту від вибухонебезпечних предметів | засоби захисту від вибухонебезпечних предметів | —     | у загальному переліку військової допомоги від США опублікованому 03.03.23                                                                          |
| 08.03.23 стало відомо що Канада виділить Україні додаткові 3 млн доларів на розмінування                                                                                               |                                                |                                                |       | |
| Хорватія | DOK-ING MV-4                                   | роботизована машина розмінування               | 1     | 19.03.23 стало відомо про постачання |
| Хорватія | DOK-ING MV-10                                  | роботизована машина розмінування               | 1     | 19.03.23 стало відомо про постачання |
| США | DOK-ING MV-10                                  | роботизована машина розмінування               | —     | 15.04.23 стало відомо про постачання фондом Говарда Баффета                                                                                        |
| США | DOK-ING MV-14                                  | роботизована машина розмінування               | —     | 15.04.23 стало відомо про постачання фондом Говарда Баффета                                                                                        |
| США | мінно-пошукові собаки                          | мінно-пошукові собаки                          | —     | 15.04.23 стало відомо про постачання фондом Говарда Баффета                                                                                        |
| США | DOK-ING MV-4                                   | роботизована машина розмінування               | 1     | 25.04.23 стало відомо про постачання фондом Говарда Баффета                                                                                        |
| США | DOK-ING MV-10                                  | роботизована машина розмінування               | 1     | 25.04.23 стало відомо про постачання фондом Говарда Баффета                                                                                        |
| Канада | GCS-200                                        | роботизована машина розмінування               | —     | 03.05.23 стало відомо про постачання |
| Швейцарія | GCS                                            | роботизована машина розмінування               | 0/20  | 06.05.23 стало відомо про постачання |
| Канада | GCS-200                                        | роботизована машина розмінування               | 2     | 22.05.23 стало відомо про постачання |
| 27.05.23 стало відомо що Австрія виділяє два мільйони євро на техніку для розмінування України                                                                                         |                                                |                                                |       | |
| Швейцарія | система розміновування                         | система розміновування                         | —     | 22.06.23 стало відомо про постачання |
| Німеччина | захищена система розміновування                | захищена система розміновування                | 12    | у загальному переліку військової допомоги від Німеччини станом на 29.06.23                                                                         |
| Німеччина | дистанційно-керована система розміновування    | дистанційно-керована система розміновування    | 3     | у загальному переліку військової допомоги від Німеччини станом на 29.06.23                                                                         |
| Німеччина | система розміновування                         | система розміновування                         | 4/10  | у загальному переліку військової допомоги від Німеччини станом на 29.06.23                                                                         |
| Німеччина | Minenräumpanzer Keiler                         | броньована машина розміновування               | 4/10  | у загальному переліку військової допомоги від Німеччини станом на 29.06.23                                                                         |
| Німеччина | Wisent 1 MC                                    | броньована машина розміновування               | 4/42  | у загальному переліку військової допомоги від Німеччини станом на 29.06.23                                                                         |
| Словаччина | Bozena-5                                       | машина для розмінування                        | 0/1   | 04.07.23 стало відомо про збір коштів волонтерами                                                                                                  |
| 02.08.23 стало відомо що перша машина для розмінування українського виробництва пройшла сертифікацію                                                                                   |                                                |                                                |       | |
| Азербайджан | ASFAT MEMATT                                   | машина для розмінування                        | —     | 10.08.23 стало відомо про постачання |
| Польща | Wiktoria                                       | бронеконтейнер                                 | 1     | 24.08.23 стало відомо що польська компанія Jakusz подарує бронеконтейнер Wiktoria українським саперам                                              |
| Естонія | DOK-ING MV-4                                   | роботизована машина розмінування               | 1     | 01.09.23 стало відомо що Естонські рятувальники передали ДСНС робота для розмінування MV-4                                                         |
| Швейцарія | машина для розмінування                        | машина для розмінування                        | 1     | 13.09.23 стало відомо що Сапери ДСНС, які працюють на деокупованих територіях, отримали нову машину для розмінування                               |
| Чехія | Bozena-5                                       | машина для розмінування                        | 1     | 21.09.23 стало відомо що волонтери з Чехії зібрали кошти на покупку Bozena-5 для України                                                           |
| Велика Британія | комплекс розмінування                          | комплекс розмінування                          | 1 500 | 25.09.23 стало відомо що Британія вже надала Україні 1500 комплектів для розмінування                                                              |
| Україна | GCS-200                                        | роботизована машина розмінування               | 1/4   | 04.10.23 стало відомо що Швейцарська компанія передала компанії «Нібулон» першу із чотирьох замовлених машин розмінування GCS-200                  |
| Франція | SDZ                                            | робот для розмінування території               | 8     | 02.10.23 стало відомо що Збройні Сили України отримають 8 роботів для розмінування території SDZ                                                   |
| Німеччина | Ahlmann AS200                                  | бронеекскаватор для розмінування               | —     | 03.11.23 стало відомо про постачання |
| Канада | DIGITAL VANGUARD–S                             | роботизована машина розмінування               | 6     | 06.11.23 стало відомо що ДСНС України отримала 6 роботизованих комплексів DIGITAL VANGUARD–S для дистанційного розмінування                        |
| Франція | SDZ                                            | машина для розмінування                        | 0/8   | 09.11.23 стало відомо що Французька компанія СEFA готова поставити в Україну 8 машин розмінування SDZ                                              |
| Європейський Союз | собаки-сапери                                  | собаки-сапери                                  | 50    | 09.11.23 стало відомо що Євросоюз передав Збройним Силам партію собак-саперів та дронів для розмінування                                           |
| Європейський Союз | дрони для розмінування                         | дрони для розмінування                         | —     | 09.11.23 стало відомо що Євросоюз передав Збройним Силам партію собак-саперів та дронів для розмінування                                           |
| Словаччина | Bozena-4                                       | машина для розмінування                        | 0/2   | 14.11.23 стало відомо що Словаччина профінансує для України машини розмінування Bozena-4                                                           |
| Азербайджан | Revival P                                      | роботизована машина розмінування               | 1     | 24.11.23 стало відомо що Азербайджан передав Державній службі України з надзвичайних ситуацій безпілотну машину розмінування Revival P             |
| 12.12.23 стало відомо що компанія GCS у 2024 році доведе кількість поставлених в Україну машин розмінування до 70                                                                      |                                                |                                                |       | |
| Південна Корея | DOK-ING                                        | роботизована машина розмінування               | 10    | 15.12.23 стало відомо що Південнокорейський уряд передав ДСНС 10 безпілотних машин розмінування                                                    |
| Данія | Hydrema 910 MCV                                | машина механізованого розмінування             | —     | 02.01.24 підрозділи розмінування, що входять до складу Командування Сил підтримки ЗСУ, отримали машини механізованого розмінування Hydrema 910 MCV |
| Швеція | ScanJack 3500                                  | машина для розмінування                        | —     | 31.01.24 стало відомо про плани постачання, з вересня 2024 року на озброєнні 47 ОІБр                                                               |
| США | Hydrema 910 MCV                                | машина механізованого розмінування             | —     | 02.01.24 стало відомо що підрозділи розмінування отримали машини механізованого розмінування Hydrema 910 MCV                                       |
| Словаччина | UOS Bellarty                                   | роботизована машина розмінування               | —     | 06.01.24 стало відомо про постачання |
| Україна | машина для розмінування                        | машина для розмінування                        | —     | 21.02.24 було представлено третю українську модель машини для розмінування на шасі цивільного трактора Т-156                                       |
| Велика Британія | Minewolf 370                                   | машина для розмінування                        | —     | 28.02.24 стало відомо що Велика Британія передасть нову гусеничну машину розмінування Minewolf 370 для потреб Збройних Сил України                 |
| Україна | машина для розмінування                        | машина для розмінування                        | 3     | 15.03.24 стало відомо що Всесвітня продовольча програма ООН придбала три українські машини для розмінування Харківської області                    |
| Канада | Torsus Terrastorm                              | вантажівка для розмінування                    | 10    | Канада передала спецмашини для розмінування Державній службі з надзвичайних ситуацій України                                                       |
| 15.03.24 вибухотехніки Нацполіції та експертна служба МВС отримали технічну допомогу від Німеччини                                                                                     |                                                |                                                |       | |
| 19.03.24 благодійний фонд Сергія Притули передав Держспецтрансслужбі обладнання для розмінування Харківщини                                                                            |                                                |                                                |       | |
| Японія | машина для розмінування                        | машина для розмінування                        | 10    | 12.04.24 стало відомо що піротехніки ДСНС отримають від уряду Японії 22 машини механізованого розмінування, 10.07.24 відбулася перша передача      |
| Японія | NIKKEN BM307-V16                               | машина для розмінування                        | 12    | 12.04.24 стало відомо що піротехніки ДСНС отримають від уряду Японії 22 машини механізованого розмінування, 10.07.24 відбулася перша передача      |
| Європейський Союз | собаки-сапери                                  | собаки-сапери                                  | 12    | 19.06.24 Європейський Союз передав Силам підтримки Збройних Сил України 12 собак-саперів                                                           |
| США | GCS-200                                        | роботизована машина розмінування               | 1     | 26.06.24 уряд США передав українським вибухотехнічним підрозділам новий пакет допомоги з машиною механізованого розмінування                       |
| Велика Британія | машина для розмінування                        | машина для розмінування                        | 40    | 07.07.24 стало відомо про новий пакет військової допомоги від Великобританії                                                                       |
| США | GCS-100                                        | роботизована машина розмінування               | 4     | 16.07.24 Сполучені Штати передали Державній спецслужбі транспорту машини для розмінування GCS-100 та спеціалізоване обладнання                     |
| Японія | Isuzu                                          | спеціалізована вантажівка з причепом           | 8     | 16.08.24 Японське агентство міжнародного співробітництва (JICA) замовило в українських виробників техніку для потреб гуманітарного розмінування    |
| Японія | Iveco                                          | спеціалізований мікроавтобус                   | 12    | 16.08.24 Японське агентство міжнародного співробітництва (JICA) замовило в українських виробників техніку для потреб гуманітарного розмінування    |
| Україна | металошукач                                    | металошукач                                    | —     | 31.08.24 державна спеціальна служба транспорту нещодавно отримала металошукачі та автомобіль від благодійників                                     |
| Хорватія | DOK-ING MV-4                                   | роботизована машина розмінування               | 1     | 02.09.24 Хорватія подарувала Україні систему розмінування DOK-ING MV-4                                                                             |
| Україна | машина для розмінування                        | машина для розмінування                        | 1     | 15.10.24 АТ «Укрпошта» придбала для українських рятувальників машину розмінування з системою дистанційного керування                               |
| Швейцарія | GCS-200                                        | роботизована машина розмінування               | 4     | 18.10.24 уряд Швейцарії та сенат німецького міста Гамбург поставили Україні комплекси розмінування GCS-200                                         |
| Німеччина | GCS-200                                        | роботизована машина розмінування               | 4     | 18.10.24 уряд Швейцарії та сенат німецького міста Гамбург поставили Україні комплекси розмінування GCS-200                                         |
| Швейцарія | GCS-200                                        | роботизована машина розмінування               | 26    | 03.03.25 було оголошено про постачання ще 26 машин GCS-200 у 2025 році                                                                             |
| Франція | CEFA SDZ                                       | роботизована машина розмінування               | 4     | 08.03.25 стало відомо що Україна отримає 4 французькі машини розмінування SDZ                                                                      |
| Україна | Germina URCM-3000                              | роботизована машина розмінування               | 0/5   | 27.03.25 стало відомо про плани постачання |
| Тайвань | засоби розмінування                            | засоби розмінування                            | —     | 12.05.25 стало відомо що Тайвань надасть 2 мільйонів доларів на розмінування України                                                               |

#### Трофеї
| походження і назва | походження і назва | тип                      | к-ть | подробиці                                                  |
| ------------------ | ------------------ | ------------------------ | ---- | ---------------------------------------------------------- |
| УР-67              | УР-67              | установка розміновування | 1    | задокументовано 1 неушкоджений трофей станом на 09.12.22   |
| УР-77 «Метеорит»   | УР-77 «Метеорит»   | установка розміновування | 16   | задокументовано 16 неушкоджених трофеїв станом на 09.12.22 |
| ІМП-3              | ІМП-3              | міношукач                | 1    | захоплено 02.10.22 під час наступу у Донецькій області     |

### Макети
| походження і назва | походження і назва | тип   | к-ть | подробиці                                                                          |
| ------------------ | ------------------ | ----- | ---- | ---------------------------------------------------------------------------------- |
| Україна            | NASAMS             | макет | —    | 18.09.22 стало відомо про виробницто макетів NASAMS                                |
| Чехія              | M270               | макет | —    | 23.02.23 у Чехії показали виробництво макетів ракетних систем                      |
| Чехія              | M142 HIMARS        | макет | —    | 23.02.23 у Чехії показали виробництво макетів ракетних систем                      |
| Україна            | M777               | макет | —    | 25.08.23 стало відомо що в Україні роблять реалістичні копії гаубиць та РЛС        |
| Україна            | AN/MPQ-64 Sentinel | макет | —    | 25.08.23 стало відомо що в Україні роблять реалістичні копії гаубиць та РЛС        |
| Україна            | Д-20               | макет | —    | 25.08.23 стало відомо що в Україні роблять реалістичні копії гаубиць та РЛС        |
| Україна            | СТ-68              | макет | —    | 25.08.23 стало відомо що в Україні роблять реалістичні копії гаубиць та РЛС        |
| Україна            | MIM-104 Patriot    | макет | —    | 02.04.24 стало відомо про виробнцитво макетів ЗРК Patriot                          |
| Україна            | IRIS-T             | макет | —    | 28.05.24 стало відомо про виробнцитво макетів IRIS-T                               |
| Україна            | Stormer HVM        | макет | —    | 30.11.24 стало відомо що Україна використовує макети ЗРК Stormer HVM               |
| Велика Британія    | Challenger 2       | макет | —    | 15.05.25 стало відомо про постачання макетів-приманок у вигляді військової техніки |
| Велика Британія    | AS-90              | макет | —    | 15.05.25 стало відомо про постачання макетів-приманок у вигляді військової техніки |